# 农历十一月
农历十一月，也称冬月或葭月，是农历一年中第十一个月份（如果之前没有闰月），仲冬，建子之月（鼠月），律中黄钟，以冬至为中气。
日本稱農曆十一月為「霜月」，本有「降霜之月」的意思。
現行華夏曆法定義冬至所在月份為十一月。

## 主要节日
- 卯（兔）日或丑（牛）日，苗族年
- 十一月十一，太乙救苦天尊誕辰
- 十一月十二，摩梭人小年
- 十一月十七，阿彌陀佛誕辰 、 係為【正一六十三代張恩溥大真人】之「得道紀念日」
- 十一月十九，九蓮菩薩誕辰
- 十一月廿三，張仙大帝誕辰

## 延伸阅读
[在维基数据编辑]
 《欽定古今圖書集成·曆象彙編·歲功典·仲冬部》，出自陈梦雷《古今圖書集成》